# Hồ Huron

Bản đồ vị trí hồ Huron và cái hồ khác trong Ngũ Đại Hồ

Hồ Huron /ˈhjʊrɒn, ˈhjʊrən/ là một hồ nằm trong Ngũ Đại Hồ thuộc Bắc Mỹ. Về mặt thủy văn học, hồ bao gồm phần phía đông của hồ Michigan-Huron, có cùng độ cao bề mặt với phần phía tây của hồ, kết nối với eo Mackinac có kích thước rộng 5 dặm (8,0 km) và sâu 20 sải (120 ft; 37 m). Về phía bắc và phía đông, hồ giáp bang Ontario, Canada. Về phía nam và phía tây, hồ giáp bang Michigan, Hoa Kỳ. Tên hồ có nguồn gốc từ những nhà thám hiểm người Pháp đầu tiên khi họ đặt tên theo người Wyandot sinh sống trong khu vực là Huron.
Dựa theo các bằng chứng thu thập từ vùng hồ, người ta đặt tên cho thời kỳ băng hà của hồ là băng hà Huronian. Các phần phía bắc của hồ bao gồm kênh North và vịnh Georgian. Vịnh Saginaw nằm ở góc tây nam của hồ. Hồ Huron có cửa vào chính là sông Saint Marys, và cửa ra chính là sông Saint Clair.

## Địa lý
Hồ Huron là hồ lớn thứ hai trong Ngũ Đại Hồ về diện tích về mặt với 23.007 dặm vuông Anh (59.590 km2) – trong đó 9.103 dặm vuông Anh (23.580 km2) nằm ở Michigan; và 13.904 dặm vuông Anh (36.010 km2) nằm ở Ontario - khiến hồ trở thành hồ nước ngọt lớn thứ ba trên Trái Đất (hoặc hồ lớn thứ tư, nếu biển Caspi được tính là một hồ). Tuy nhiên, theo khối lượng nước, hồ Huron chỉ là hồ lớn thứ ba trong Ngũ Đại Hồ, bị hồ Michigan và hồ Thượng vượt qua. Khi đo ở mực nước thấp, hồ có thể tích là 850 dặm khối Anh (3.500 km3) và chiều dài đường bờ (bao gồm tất cả các đảo) là 3.827 mi (6.159 km).
Hồ Huron có độ cao so với mực nước biển tính từ mặt hồ là 577 foot (176 m). Hồ có độ sâu trung bình là 32 fathom 3 feet (195 ft (59 m)), trong khi đó độ sâu tối đa là 125 fathom (750 ft (230 m)). Hồ có chiều dài 206 dặm pháp định (332 km; 179 nmi) và chiều rộng lớn nhất là 183 dặm pháp định (295 km; 159 nmi). Vịnh Georgian là vịnh lớn nhô ra phía đông bắc từ hồ Huron vào Ontario, Canada. Một đặc điểm đáng chú ý của hồ là đảo Manitoulin, ngăn cách kênh North và vịnh Georgian khỏi vùng nước chính của hồ. Đảo Manitoulin cũng là hòn đảo hồ lớn nhất thế giới. Một vịnh nhỏ hơn nhô ra phía tây nam từ hồ Huron vào Michigan được gọi là vịnh Saginaw.
Các thành phố có hơn 10.000 dân nằm trên bờ hồ Huron bao gồm Sarnia, thành phố lớn nhất hồ Huron, và Saugeen Shores ở Canada và Bay City, Michigan, Port Huron, Michigan, và Alpena, Michigan ở Hoa Kỳ. Các trung tâm chính ở vịnh Georgian bao gồm Owen Sound, Wasaga Beach, Collingwood, Ontario, Midland, Ontario, Penetanguishene, Severn, Ontario và Parry Sound.

### Các mực nước
Mực nước cao lịch sử
Mực nước hồ dao động theo từng tháng với mực nước cao nhất vào tháng 10 và tháng 11. Mực nước cao bình thường là 2,00 foot (0,61 m) trên mức ghi nhận (577.5 ft hoặc 176.0 m). Vào mùa hè năm 1986, hồ Michigan và Huron đạt mực nước cao nhất là 5,92 foot (1,80 m) trên mức ghi nhận. Vào năm 2020, các kỷ lục về mực nước cao đã bị phá vỡ trong nhiều tháng liên tiếp trong năm 2020.
Mực nước thấp lịch sử
Mực nước hồ có xu hướng thấp nhất vào mùa đông. Mức nước thấp bình thường là 1,00 foot (30 cm) dưới mức ghi nhận (577.5 ft hoặc 176.0 m). Vào mùa đông năm 1964, các hồ Michigan và Huron đạt mức nước thấp nhất lần lượt là 1,38 foot (42 cm) dưới mức ghi nhận. Cũng như các ghi nhận về mực nước cao, mực nước thấp kỷ lục hàng tháng được thiết lập hàng tháng từ tháng 2 năm 1964 đến tháng 1 năm 1965. Trong khoảng mười hai tháng này, mực nước dao động từ 1,38 foot (42 cm) đến dưới biểu đồ mức ghi nhận. Mực nước thấp nhất mọi thời đại xảy ra vào tháng 1 năm 2013.

## Địa chất học

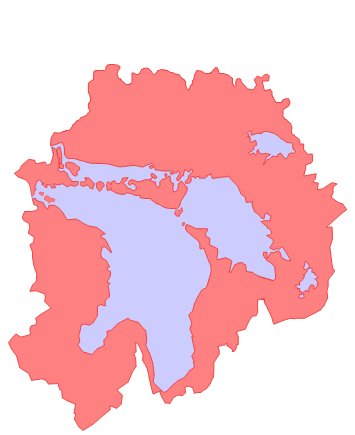
Lưu vực hồ Huron

So với các hồ trong Ngũ Đại Hồ, hồ Huron có chiều dài bờ hồ lớn nhất nếu tính cả 30.000 hòn đảo trên hồ. Eo Mackinac có kích thước rộng 5 dặm (8,0 km), sâu 20 sải (120 ft; 37 m) chia tách hồ Huron và hồ Michigan với cùng mực nước. Về mặt thủy văn, hai hồ cùng một vùng nước (đôi khi người ta gọi là hồ Michigan-Huron và đôi khi hai hồ được xem như hai 'thùy của cùng một hồ').  Nếu tính chung, hồ Huron-Michigan sẽ có diện tích 45.300 dặm vuông Anh (117.000 km2) và là "lẽ ra là hồ nước ngọt lớn nhất thế giới". Hồ Superior với độ cao hơn 21 foot, đổ vào sông St. Marys, sau đó chảy vào hồ Huron. Tiếp theo, dòng nước xuôi về nam đến sông St. Clair, ở cảng Huron và thành phố Sarnia. Đường thủy Ngũ Đại Hồ tiếp tục từ đó đến hồ St. Clair; sông Detroit và thành phố Detroit, Michigan; đổ tiếp vào hồ Erie và qua hồ Ontario và sông Saint Lawrence - cuối cùng là đến Đại Tây Dương.
Tương tự các hồ trong Ngũ Đại Hồ, hồ Huron được hình thành từ hiện tượng băng tan khi các dòng sông băng lục địa triệt thoái vào cuối thời kỳ Băng hà Đệ Tứ. Trước đó, hồ Huron từng là một vùng trũng thấp có nước chảy qua hệ thống sông Laurentian và các sông Huronian; một mạng lưới lớn các dòng phụ lưu cắt ngang lòng hồ với các tuyến đường thủy cổ đại, trong đó nhiều kênh nước cổ xưa vẫn còn hiện rõ trên bản đồ phép đo độ sâu.
Sống núi Alpena-Amberley là một rặng núi cổ bên dưới đáy hồ Huron, chạy từ Alpena, Michigan về phía tây nam đến Point Clark, Ontario.

## Lịch sử

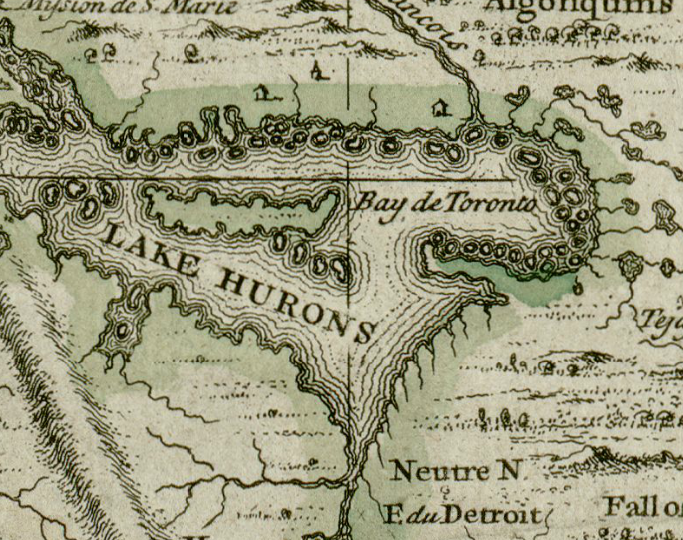
Bản đồ hồ Huron năm 1680 của vương quốc Anh

Khoảng 9.000 năm trước, mực nước hồ Huron dưới mực nước ngày nay khoảng 100 m (330 ft) và lúc đó sống núi (cầu đất) Alpena-Amberley đã lộ ra. Cầu đất này là làn đường di cư của những đàn tuần lộc lớn. Từ năm 2008, các nhà khảo cổ học đã phát hiện có ít nhất 60 công trình xây dựng bằng đá dọc theo sườn núi ngập nước được cho là của người Paleo-Indian sử dụng làm lũy chắn săn bắn. Vào năm 2013, một khám phá dưới nước dọc theo sống núi đã phát hiện ra mạng lưới giao dịch đá vỏ chai (obsidian) từ Oregon được dùng để chế tạo công cụ.
Trước khi có liên hệ với châu Âu, quy mô phát triển của các xã hội người Mỹ bản địa ở Vùng rừng phía Đông được xác định dựa theo các bằng chứng khảo cổ học về một thị trấn trên hoặc gần hồ Huron với hơn một trăm công trình kiến trúc lớn và có tổng dân số từ 4.000 đến 6.000 người. Người Pháp, những người châu Âu đầu tiên đến khu vực này, thường gọi hồ Huron là La Mer Douce, có nghĩa là "biển nước ngọt". Năm 1656, nhà vẽ bản đồ người Pháp Nicolas Sanson đã vẽ một bản đồ gọi hồ với tên Karegnondi, một từ Wyandot được dịch theo nhiều cách khác nhau, như "biển nước ngọt", "hồ của Huron" hay đơn giản là "hồ". Nói chung, hồ được gắn nhãn "Lac des Hurons" (hồ của Huron) trên hầu hết các bản đồ châu Âu đầu tiên.
Đến thập niên 1860, nhiều khu định cư của người châu Âu trên bờ hồ đã trở nên hợp nhất, bao gồm Sarnia, thành phố lớn nhất bên hồ Huron. Vào ngày 26 tháng 10 năm 2010, cơ quan cấp nước Karegnondi được thành lập để xây dựng và quản lý một đường ống nước dẫn từ hồ đến Flint, Michigan.

## Các vụ đắm tàu
Người ta ghi nhận có hơn một nghìn vụ đắm tàu ở hồ Huron. Trong đó, 185 vụ xảy ra ở vịnh Saginaw và 116 vụ được tìm thấy ở khu bảo tồn Biển Quốc gia Vịnh Thunder có diện tích 448 dặm vuông Anh (1.160 km2), được thành lập vào năm 2000. Vịnh Georgian chứa 212 vụ chìm tàu.
Le Griffon là con tàu châu Âu đầu tiên có chủ đích băng qua Ngũ Đại Hồ, và cũng là con tàu đầu tiên bị lạc. Tàu được xây dựng vào năm 1679 ở bờ biển phía đông hồ Erie, gần Buffalo, New York, tiểu bang New York. Nhà thám hiểm Robert de La Salle là người điều khiển con tàu băng qua hồ Erie, tới sông Detroit, hồ St. Clair và sông St. Clair, sau đó vào hồ Huron. Khi qua eo biển Mackinac, La Salle dừng chân ở đảo Washington, nằm ngoài rìa của bán đảo Door hướng về phía Wisconsin của hồ Michigan. La Salle chở đầy lông thú trên tàu Le Griffon và vào cuối tháng 11 năm 1679 đưa con tàu trở lại địa điểm là Buffalo ngày nay, nhưng sau đó người ta không bao giờ nhìn thấy con thuyền này nữa. Có đến hai xác tàu được xác định là Le Griffon, mặc dù cả hai đều không đạt được xác minh cuối cùng là tàu Le Griffon. Do bị một cơn bão mạnh thổi bay sau khi rời đi, Le Griffon đã bị mắc cạn trước khi cơn bão ập đến.
Người ở đảo Manitoulin cho biết xác tàu ở eo Mississagi ở mũi phía tây của hòn đảo là Le Griffon. Trong khi đó, những người khác sinh sống gần Tobermory, Ontario, nói rằng xác tàu ở đảo Russell, cách 150 dặm (240 km) xa hơn về phía đông ở vịnh Georgian, là tàu Le Griffon.

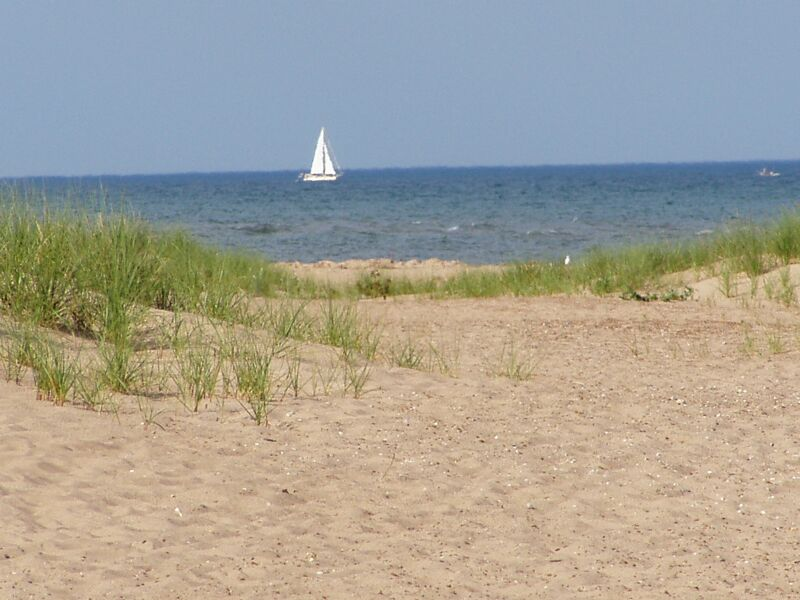
Cảnh nhìn hồ Huron từ phía đông Công viên Bang Tawas ở đầu vịnh Saginaw
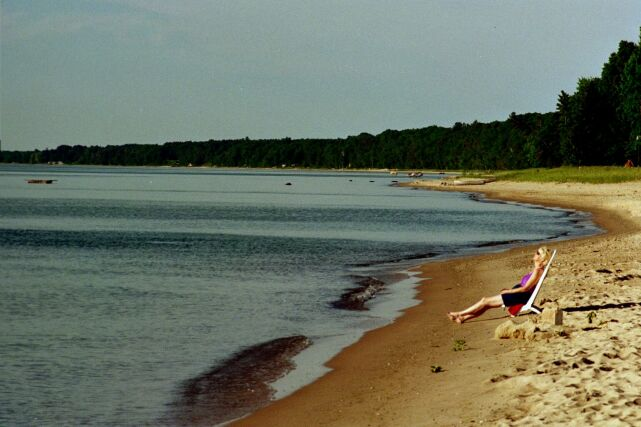
Bờ biển Harrisville trên hồ Huron
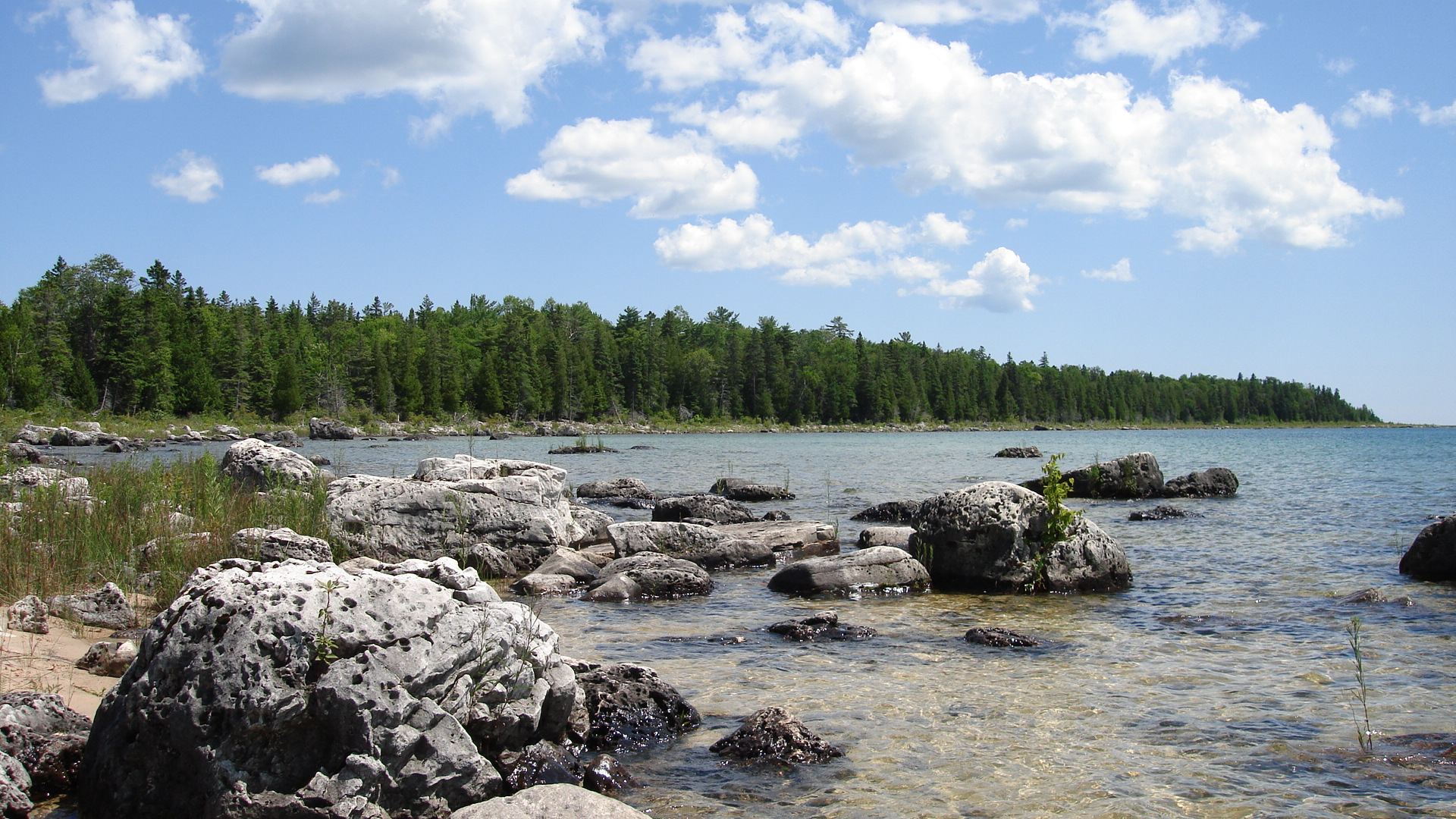
Quang cảnh bờ đá hồ Huron từ phía đông của Port Dolomite, Michigan, ở bán đảo phía trên

### Cơn bão năm 1913
Vào ngày 9 tháng 11 năm 1913, một cơn bão ở hồ Huron làm 10 tàu bị chìm và hơn 20 chiếc bị đánh vào bờ. Cơn bão hoành hành trong 16 giờ đã giết chết 235 thủy thủ.
Matoa — tàu vận tải chân vịt có tổng trọng tải đăng ký là 2.311 tấn - đã băng qua giữa cảng Huron, Michigan và Sarnia, Ontario, chỉ sau nửa đêm. Vào ngày 9 tháng 11, sau sáu giờ sáng, con tàu khác có tên là Senator đã lội ngược dòng. Chưa đầy một giờ sau, tàu Manola — tàu vận tải chân vịt  tổng trọng tải đăng ký là 2.325 tấn cũng được đóng ở Cleveland vào năm 1890 — đã đi đến khu vực này. Thuyền trưởng Frederick W. Light của tàu Manola báo cáo rằng các trạm thời tiết của Canada và Mỹ đều có tín hiệu cờ bão ở đỉnh tháp thời tiết. Theo sau lúc 7 giờ sáng ngày Chủ nhật hôm đó, tàu Regina rời Sarnia tiến vào vùng gió Tây Bắc. Các cảnh báo đã được đưa ra trong bốn giờ. Tàu Manola đã vượt qua Regina ngoài khơi cảng Sanilac, vào hồ khoảng 22 dặm pháp định (19 nmi; 35 km). Thuyền trưởng Light xác định rằng nếu tình hình tiếp tục xấu đi, ông sẽ tìm nơi trú ẩn tại bãi biển Harbour, Michigan, một điểm cách tàu 30 dặm pháp định (26 nmi; 48 km) ở trên hồ. Ở đó, ông có thể tìm nơi trú ẩn sau dải đê chắn sóng. Trước khi Light đến bãi biển Harbour, gió chuyển hướng đông bắc và nước trong hồ bắt đầu dâng cao. Light đến bãi biển Harbour vào buổi trưa và đã tìm nơi trú ẩn.
Các con sóng dữ dội đến mức đáy tàu Manola đã chạm vào bến cảng. Với sự giúp đỡ từ một tàu kéo, Manola được trói vào bức tường bị gãy bằng 8 đường dây cáp. Khoảng 3 giờ chiều, khi tàu Manola đã an toàn. Khi thủy thủ đoàn chuẩn bị thả neo, các dây cáp bắt đầu đứt do áp lực gió lên thân tàu. Để tránh bị mắc cạn, các thủy thủ tiếp tục cố gắng giữ mũi tàu trong cơn gió với các động cơ chạy một nửa cho đến hết lượt, nhưng con tàu vẫn bị trôi dạt một đoạn khoảng 800 foot (240 m) trước khi người ta có thể kiểm soát được con tàu. Các con sóng gây một số hư hỏng trên tàu như vỡ cửa sổ và thủy thủ đoàn báo cáo rằng một số phần của bức tường bê tông bị vỡ ra khi sóng đánh vào. Trong khi đó, ở cách xa hơn 50 dặm trên hồ, tàu Matoa và thuyền trưởng Hugh McLeod phải vượt qua cơn bão mà không có một bến cảng an toàn nào để neo đậu. Tàu Matoa được tìm thấy mắc cạn trên rạn san hô cảng Austin khi gió giảm bớt.
Vào lúc giữa trưa thứ Hai, trước khi gió mạnh và chưa đến 11 giờ đêm hôm đó, thuyền trưởng Light quyết định rằng tàu đã an toàn để tiếp tục cuộc hành trình. Mặc dù tàu Manola thoát nạn sau cơn bão, nhưng nó được đổi tên thành Mapledawn vào năm 1920, và vào ngày 24 tháng 11 năm 1924, nó lại bị mắc kẹt trên đảo Christian ở vịnh Georgian. Người ta tuyên bố tàu đã thiệt hại hoàn toàn. Những người tham gia cứu hộ chỉ có thể thu hồi khoảng 75.000 giạ lúa mạch.

## Sinh thái học

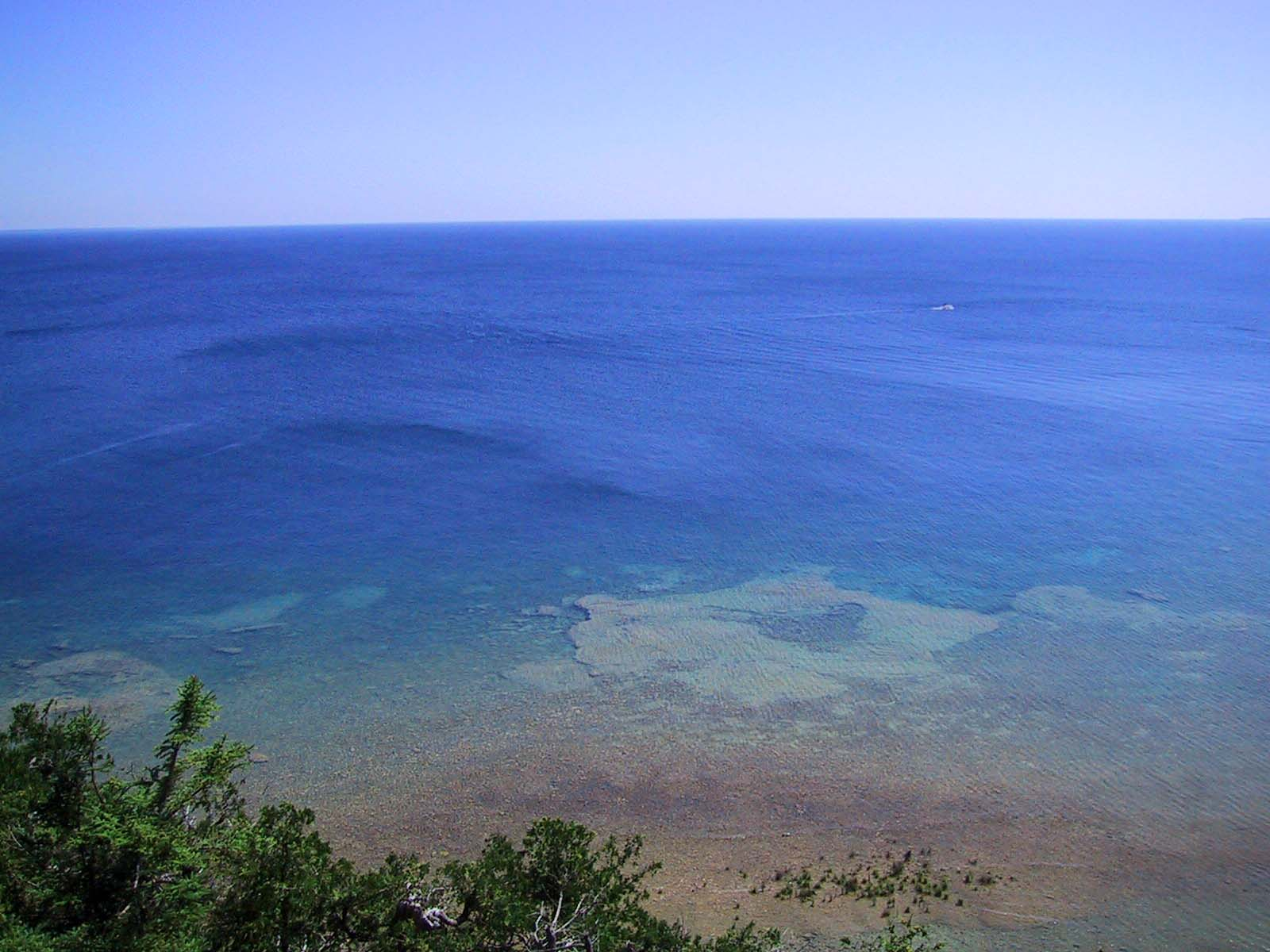
Cảnh hồ Huron nhìn từ Đá Vòm ở đảo Mackinac

Hồ Huron có thời gian lưu nước ở hồ (lake retention time) là 22 năm. Giống như tất cả hồ khác trong Ngũ Đại Hồ, hệ sinh thái của hồ Huron đã trải qua những thay đổi khắc nghiệt ở thế kỷ trước. Ban đầu, hồ có một quần thể cá nước sâu bản địa, thống trị là loài cá hồi hồ (lake trout). Loài này ăn một số loài cisco cũng như sculpin và các loài cá bản địa khác. Một số loài cá xâm lấn, chẳng hạn như cá mút đá biển, cá trích mắt to và cá mè vinh trở nên phổ biến trong hồ vào những năm 1930. Là động vật ăn thịt bản địa đầu bảng chủ yếu, cá hồi hồ hầu hết bị khai thác vào năm 1950 do sự kết hợp của hai nhân tố, sự đánh bắt cá quá mức và tác động của chim ưng biển. Vào những năm 1960, một số loài cisco cũng bị tận diệt; loài cisco bản địa duy nhất còn lại là cá hồi trắng Bloater. Từ những năm 1960 trở đi, loài cá hồi Thái Bình Dương (không phải là loài bản địa) được thả vào hồ và cá hồi hồ cũng được thả với nỗ lực để phục hồi quần thể loài này. Người ta ghi nhận có rất ít quan sát về sự sinh sản tự nhiên của cá hồi đã được thả.
Gần đây, hồ Huron bị ảnh hưởng bởi sự du nhập của nhiều loài xâm lấn mới, trong đó có trai vằn và trai Quagga, rận nước gai, và cá bống tròn. Quần thể cá tầng đáy của hồ đã ở trong tình trạng tan rã vào năm 2006, và một số thay đổi lớn đã được quan sát trong cộng đồng sinh vật phù du của hồ. Sản lượng đánh bắt cá hồi Chinook cũng  giảm đáng kể trong những năm gần đây, cá hồi trắng hồ ít dồi dào hơn và đang trong tình trạng khan hiếm. Các loài ngoại lai mới có thể là nguyên nhân của những thay đổi gần đây trong quần thể sinh vật ở hồ.

### Ngũ Đại Hồ nói chung
- Các khu vực Ngũ Đại Hồ cần quan tâm
- Các khu vực thống kê điều tra dân số ở Ngũ Đại Hồ
- Ủy ban Ngũ Đại Hồ
- Great Recycling and Northern Development Canal
- Boundary Waters Treaty of 1909
- Danh sách các thành phố trên Ngũ Đại Hồ
- Thủy triều giả
- Chiến tranh 60 năm giành quyền kiểm soát Ngũ Đại Hồ
- Bờ biển Thứ ba
- Vành đai tuyết

### Các ngọn hải đăng
- Interactive map of lighthouses, Georgian Bay, Lake Huron
- Interactive map of lighthouses in North and East Lake Huron
- Interactive map of lighthouses in North and West Lake Huron